# المر بوسک

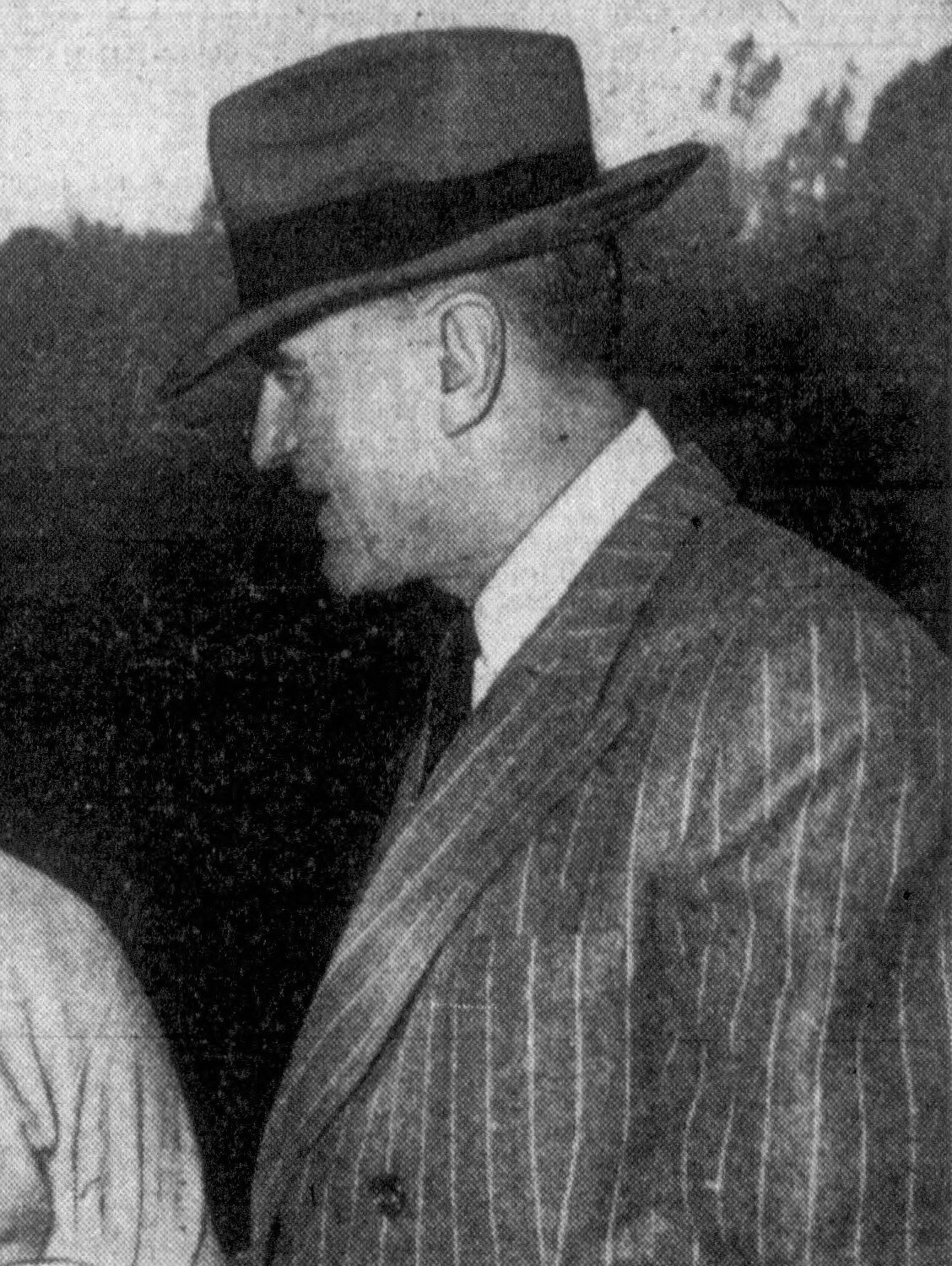
خوان کاوانا بازیکن آرژانتینی چوگان (چپ) و چوگان باز آمریکایی المر بوسکه (راست)

المر ژولیوس بوسک جونیور (۵ اوت ۱۸۹۵ – ۱۷ اکتبر ۱۹۶۳) یک بازیکن چوگان آمریکایی بود که در بازی‌های المپیک تابستانی ۱۹۲۴ به رقابت پرداخت.
او در سانتا باربارا کالیفرنیا به دنیا آمد. در سال ۱۹۲۴ او موفق به کسب مدال نقره تیمی با کشور آمریکا در مسابقات چوگان المپیک شد.